# 萨拉兰 (阿拉巴马州)
萨拉兰（英文：Saraland），是美国阿拉巴马州下属的一座城市。面积约为23.18平方英里（约合60.02平方公里）。根据2010年美国人口普查，该市有人口13,405人，人口密度为578.43/平方英里（约合223.34/平方公里）。